# Селе (приток Ло)
Селе (фр. Célé) — река на юге Франции, протекающая через департаменты Канталь и Ло, в регионах Овернь — Рона — Альпы и Окситания. Селе — правый приток Ло и второй по величине после Трюйера. Длина реки — 104,37 км. Площадь водосборного бассейна реки составляет 1194 км².

## Название
Гидроним «célé» может происходить от испанской основы sala, доиндоевропейского корня sela, обозначающего «водоток» или «болото». Топонимист Эрнест Негр предложил вариант celerem rivum (быстрый водоток) (от лат. celer — быстрый).

## География
Селе начинается в Центральном массиве на высоте около 670 м в коммуне Пюикапель и впадает в реку Ло в коммуне Бузьес, недалеко от Сен-Сирк-Лапопи.
На берегах Селе по направлению от истока к устью находятся следующие населённые пункты:
- в департаменте Канталь: Муржу, Сен-Констан-Фурнулес[4].
- в департаменте Ло: Баньяк-сюр-Селе, Вьязак, Фижак, Бедюэр, Камбули, Бусак, Корн, Эспаньяк — Сент-Элали, Бранг, Сен-Сюльпис, Марсийак-сюр-Селе, Кабрере[4].

## Основные притоки
- Лафаж — 5,9 км
- Рессег — 22,4 км
- Монмарти — 5,6 км
- Ранс — 35,9 км
- Ожу — 10,3 км
- Вер — 32,9 км
- Гиранд — 10,7 км
- Бервезу — 24 км
- Сен-Перду — 13,2 км
- Планьоле — 8,2 км
- Дрозу — 22,6 км
- Сань — 11,3 км

### Селе в Орньяке
Наблюдения за расходом воды велись в течение 37 лет (1971—2007) в городе Орньяк, расположенном недалеко от места впадения Селе в реку Ло.
Селе имеет ярко выраженные сезонные колебания стока. Половодье наблюдается зимой и весной, и среднемесячный сток достигает 21-37 м³/с с декабря по май включительно (с максимумом в феврале). Однако уже в марте начинается снижение стока. В июне сток резко падает, что быстро приводит к летней межени, которая длится с июля по сентябрь включительно, в результате чего среднемесячный сток падает до 3,72 м³/с в августе, оставаясь при этом стабильным. Однако колебания стока могут быть гораздо более резкими в отдельные короткие периоды, а также в отдельные годы по сравнению с другими годами.

### Межень
В межень минимальный расход за 3 последовательных дня (VCN3) может снижаться до 0,84 м³/с (840 л/с), в случае пятилетнего засушливого периода.

### Паводок
Объём паводка может быть весьма значительными, что характерно для большинства притоков Ло и Гаронны. Статистические вероятностные показатели QIX составляют QIX 2 = 250 м³/с; QIX 5 = 360 м³/с; QIX 10 = 440 м³/с; QIX 20 = 510 м³/с; QIX 50 = 600 м³/с.
Максимальный мгновенный расход, зарегистрированный в Орньяке в период паводка, составил 517 м³/с 4 декабря 2003 года, а максимальный суточный расход составил 371 м³/с 14 декабря 1981 года. Сравнивая первое из этих двух значений с показателями QIX реки, можно сделать вывод, что это наводнение имело двадцатилетний характер и, следовательно, не было исключительным.
| Дата              | Высота, м | Дата               | Высота, м |
| ----------------- | --------- | ------------------ | --------- |
|                   |           | сентябрь 1843 года | 4,65      |
|                   |           | октябрь 1872 года  | 3,0       |
| январь 1879 года  | 3,3       |                    |           |
| февраль 1897      | 3,15      |                    |           |
|                   |           | декабрь 1906 года  | 4,3       |
| январь 1912 года  | 3,95      |                    |           |
| март 1912 года    | 3,7       |                    |           |
|                   |           | декабрь 1944 года  | 3,4       |
|                   |           | ноябрь 1952 года   | 3,05      |
|                   |           | декабрь 1952 года  | 3,75      |
| февраль 1974 года | 3,16      |                    |           |
| февраль 2003 года | 3,61      |                    |           |

### Атмосферные осадки и удельный расход
В целом, Селе — полноводная река. Норма атмосферных осадков в её водосборном бассейне составляет 495 миллиметров в год, что значительно превышает средний показатель по Франции и всем бассейнам вместе взятым (около 320 миллиметров в год), и заметно превышает средний показатель по бассейну реки Ло (446 миллиметров в год в конце течения), которая питается значительным количеством осадков, выпадающих, в частности, на горных массивах Канталь и Обрак. Удельный расход воды (Qsp) реки достигает 15,6 л/с на квадратный километр площади бассейна.

## Туристические места в долине Селе
- Пещера Пеш-Мерль
- Музей доисторической эпохи имени Амеде Лемози в Кабрере
- Скалистые берега Селе